# Senecio glaucophyllus
Senecio glaucophyllus là một loài thực vật có hoa trong họ Cúc. Loài này được Cheeseman miêu tả khoa học đầu tiên năm 1896.